# Francisco Santos
Francisco Santos är en kommun i Brasilien.   Den ligger i delstaten Piauí, i den östra delen av landet, 1 200 km nordost om huvudstaden Brasília. Antalet invånare är 8 619.
Omgivningarna runt Francisco Santos är huvudsakligen savann. Runt Francisco Santos är det glesbefolkat, med 18 invånare per kvadratkilometer.